# Advanced Trauma Life Support
Advanced Trauma Life Support (ATLS) ist ein Ausbildungskonzept, das standardisierte diagnostische und therapeutische Handlungsabläufe in der frühen innerklinischen Erstversorgung von schwerverletzten (polytraumatisierten) Patienten im Schockraum definiert. Es wurde in den 1970er Jahren vom American College of Surgeons (ACS) entwickelt und wird heute in einer Vielzahl von Ländern ausgebildet und angewendet. Advanced Trauma Life Support / ATLS sind geschützte Begriffe.

## Entwicklung
Den Anstoß zur Entwicklung des ATLS-Konzeptes gab ein Unfall des US-amerikanischen Unfallchirurgen James Styner, der 1976 mit seiner Familie in einem Privatflugzeug verunglückte. Die notfallmedizinische Erstversorgung war so mangelhaft, dass Styner gravierende Mängel in der ärztlichen Ausbildung zur Versorgung Schwerverletzter konstatierte. Auf seine Initiative gründeten sich verschiedene regionale Arbeitsgruppen, die Konzepte zur Erstversorgung von Verletzten aufstellten. Ende der 1970er Jahre wurde ATLS vom American College of Surgeons auf Grundlage dieser Arbeiten entwickelt. Man bediente sich dabei der didaktischen Konzepte, die die American Heart Association kurz vorher mit dem Advanced Cardiac Life Support eingeführt hatte. ATLS ist seitdem in den Vereinigten Staaten zum Standard bei der Versorgung von Trauma-Patienten geworden. Es wird inzwischen in über 80 Ländern ausgebildet, in Großbritannien, Schweiz, Niederlande und weiteren Ländern ist es Pflichtbestandteil der ärztlichen Ausbildung. Von ATLS wurden inzwischen verschiedene Konzepte zur präklinischen Traumaversorgung durch den Rettungsdienst abgeleitet (International Trauma Life Support, Pre Hospital Trauma Life Support). Für Pflegekräfte gibt es den ATCN und für andere, nichtärztliche Kräfte den TEAM (Trauma Evaulation And Management).

## Einführung in Deutschland
Der erste Kurs in Europa fand 1988 in England statt. Irland, Italien, die Niederlande, Schweden, Schweiz und weitere europäische Länder folgten.
Der Inaugurationskurs Deutschland fand vom 23. Februar 2003 bis zum 1. März 2003 in den Räumlichkeiten der LMU München statt. Noch im selben Jahr konnten von der AUC – Akademie der Unfallchirurgie als Bildungsinstitut der DGU drei weitere Kurse durchgeführt werden. Die 64 Teilnehmer des ersten Jahres bildeten dann als Instruktoren in den darauffolgenden Jahren in immer mehr Kursen aus. Im Juni 2009 fand bereits der 100. Kurs in Deutschland statt.
Die zunehmende Etablierung des ATLS-Konzeptes als Standard in der Versorgung spiegelt sich auch im Weißbuch Schwerverletztenversorgung wieder. In den zugehörigen Ausführungsbestimmungen wird eine ATLS-Schulung für alle im Schockraum eingesetzten unfallchirurgischen Fachärzte gefordert und für alle weiteren dort eingesetzten Ärzte empfohlen.
Um diesem Bedarf gerecht zu werden, veranstaltet die AUC jährlich über 100 Kurse.
Auch an Universitäten in Deutschland wird das Konzept unterrichtet, so erhalten Studierende der LMU die Möglichkeit, das TEAM-G (Trauma Evaluation and Management Germany) Zertifikat im Rahmen der Traumawoche zu erhalten.

## Konzept
Die Grundidee des ATLS ist, die bedrohlichsten Verletzungen und Störungen der Vitalfunktionen des Patienten schnell zu erfassen und zu behandeln („treat first what kills first“).
Im Falle eines Herz-Kreislauf-Stillstandes wird sofort mit einer Reanimation nach den ERC Richtlinien begonnen.
In allen anderen Fällen beginnt ein diagnostischer und therapeutischer Block („primary survey“), welcher hilft, nach Priorität geordnet, potentiell tödliche Folgen des Polytraumas zu erkennen und zu therapieren. Im Anschluss an diese Erstversorgung werden in einer zweiten, ausführlicheren Phase („secondary survey“) alle relevanten Verletzungen und Erkrankungen diagnostiziert, wobei auch bildgebende Verfahren (Röntgen, CT) zum Einsatz kommen.
Zur Versorgung von Schwerverletzten wurde ein sogenanntes AE-Schema (ABCDE-Schema) entwickelt, das folgende Behandlungsschritte umfasst:
- A Sicherung der Atemwege
- B Beatmung
- C Circulation (Sicherung eines Minimalkreislaufs)
- D Disability (Neurologisches Defizit)
- E Exposure (Exposition, Umfeld)[7]

Bereits 2006 hat insbesondere Hodgetts den kritischen Blutverlust mehr in den Mittelpunkt gerückt und so das <c>ABCDE-Schema angepasst. Dabei steht das <c> für „critical bleeding“, also „kritische Blutung“. So werden massive Blutungsquellen schon vor der Sicherung des Atemwegs mittels Kompression, Druckverband oder Tourniquet gestillt und damit die Mortalität verringert. Alle weiteren Maßnahmen wie die Anlage eines großlumigen peripherer Venenkatheters erfolgen dann wie bisher bei „Circulation“.
Vielfach wird das Schema auch auf <x>ABCDE erweitert. Das <x> steht dabei für exsanguinierende Blutungen. Die Verwendung eines nicht im ABCDE verwendeten Buchstaben soll eine klarere Kommunikation ermöglichen. Welche Buchstaben bei ATLS in die Lehrmeinung eingehen, wird sich erst mit der 11. Edition zeigen, die im Jahre 2025 in Deutschland eingeführt werden soll.

### ABCDE-Schema im Rettungsdienst
Das für die frühe innerklinische Phase entwickelte ABCDE-Schema findet mittlerweile auch Einsatz in der prähospitalen Phase. In Form einer Handlungsanweisung (SOP = standard operating procedure) ist es eine schnelle, zuverlässige sowie prioritätenorientierte Strategie zur Beurteilung des Patientenzustands und der zielgerichteten Einleitung von Maßnahmen für ärztliches und nicht-ärztliches Personal. Einerseits dient das Schema der raschen Einteilung des Patienten in kritisch oder nicht kritisch. In diesem Sinne bildet es einen festen Algorithmus und folgt dem Leitsatz: „Treat first what kills first“. Erst wenn ein höherpriorisiertes Problem (c>A>B>C>D>E) behoben oder behandelt wurde, wird mit dem nächsten Punkt im Schema weiterverfahren. Anderseits liefert das Schema auch über nicht lebensbedrohlich verletzte oder erkrankte Patienten einen umfassenden Überblick. Grundlegende Vitalparameter sowie ein traumatologischer und neurologischer Erstbefund werden durch das ABCDE-Schema geliefert.

### Primary Survey – Erstuntersuchung: „ABCDE-Schema“
Im Primary Survey werden die wichtigsten Folgen eines Polytraumas der Priorität nach geordnet diagnostiziert und behandelt. Solange die Anzahl der behandelnden Personen stark limitiert ist (z. B. kleines Krankenhaus nachts oder Rettungsdienst an der Unfallstelle) ist eine strikte Einhaltung der Reihenfolge notwendig (Es ergibt zum Beispiel keinen Sinn, die Belüftung der Lungen zu verbessern, solange der Patient keinen sicheren Atemweg hat).
Steht genügend Personal zur Verfügung (z. B. Schockraum) kann von der Reihenfolge abgewichen werden solange der Punkt der höchsten Priorität ungehindert behandelt wird (z. B. Chirurg kümmert sich um eine starke Blutung während parallel der Anästhesist den Atemweg sichert). Dieser Aspekt wird in den aktuellen ATLS-Kursen an der Team-Station besprochen und trainiert.
Das folgende ABCDE-Schema findet sowohl im Schockraum als auch leicht abgewandelt im Rettungsdienst Anwendung. Bei Letzterem wird es als grundsätzlicher Algorithmus auch für nicht lebensbedrohlich Verletzte und Erkrankte herangezogen. Oft wird das ABCDE-Schema zu einem cABCDE-, bzw. xABCDE-Schema ergänzt.

#### c – critical bleeding oder x –  exsanguinierende Blutungen (Kritische Blutungen)
Hier werden zuerst starke, spritzende Blutungen untersucht und diese gestillt.

#### A – Airway (Atemweg)
Hier werden die oberen Atemwege beurteilt. Grundsätzlich sind die Fragen:
- gibt es ein Halswirbelsäulentrauma? (Wovon bei Schwerverletzten stets auszugehen ist)
- sind die Atemwege frei und sicher?
  - gibt es ein Risiko für Verlegung oder Schwellung?
  - sind die Atemwege verlegt?

zu beantworten. Gelten die oberen Atemwege als offen und sicher, dann besteht kein A-Problem (mehr) und es kann mit B fortgefahren werden. Gegenteilig dazu kann im Algorithmus nicht zu B übergegangen werden, so lange die Atemwege verlegt oder angeschwollen sind.
Zu den Maßnahmen gehören:
- Blick in den Mund/-Rachenraum
- Anlage einer Cervicalstütze oder eine andere geeignete Maßnahme zu Immobilisation der HWS
- Gabe von hochkonzentriertem Sauerstoff
- bedarfsorierentierte Sicherung des Atemwegs:
  - Guedel-Tubus, Wendl-Tubus als schnelle Überbrückung
  - Endotracheale Intubation als Standart
  - chirurgischer Atemweg als letzter Ausweg

#### B – Breathing (Belüftung)
- normale Atmung (Frequenz, Atemtiefe/Tidalvolumen, Atemmuster)?
  - Atemgeräusche, Auskultation
  - Oxygenierung? Anzeichen einer Zyanose? Sauerstoffsättigung?
  - Atemarbeit (Thoraxbewegungen seitengleich? Nutzung der Atemhilfsmuskulatur?)
- Hautemphysem, gestaute Halsvenen?
- optionale Diagnostik (Ad-Juncts) sind hier Röntgen-Thorax und die Sonografie der Pleuren (als Teil des eFAST)

zu den Maßnahmen gehören u. a.
- assistierte oder kontrollierte Beatmung
- Thoraxdrainage evtl. mit vorangehender Thoraxpunktion

#### C – Circulation (Kreislauf)
- Puls/Blutdruck und Blutgasanalyse (Kreislaufschock)
- nach dem Schema „blood on the floor and 4 places more“ werden lebensbedrohliche Blutungen gesucht:
  - Blutungen nach außen (on the floor),
  - starke innere Blutungen (Thorax, Abdomen, Becken und Oberschenkel nehmen relevante Blutmengen auf)
- Bildgebende Diagnostik ist hier das Focused Assessment with Sonography for Trauma (FAST) und das Röntgen des Beckens.

Zu den Maßnahmen gehören hier unter anderem:
- Zwei großlumige periphere Venenkatheter, alternativ intraossärer Zugang und Volumengabe
- Transfusion von Blutprodukten
- Kontrolle von Druckverband, Abbindungen. Maßnahmen bereits bei <c> oder <x> erfolgt.
- Beckenschlinge, bzw. Kontrolle der Maßnahme
- Entscheidung zur Notfalllaparotomie
- Linksseitenlage unter Einhaltung der Immobilisation bei Schwangeren

#### D – Disability (neurologisches Defizit)
- Pupillenreaktion
- Bewusstseinslage (Glasgow Coma Scale)
- Lateralisierungszeichen

#### E – Exposure (Exposition, Umfeld)
- Vollständige Entkleidung, Ganzkörperuntersuchung
- Kurzanamnese
- Wärmeerhalt
- Logroll-Manöver (Drehen des Patienten zur Untersuchung des Rückens unter vollständiger in-line-Immobilisierung)

### Secondary Survey – Zweituntersuchung
Nach Abschluss der wichtigsten Diagnostik sowie der Stabilisierung aller Vitalparameter folgt eine genauere Befunderhebung, welche jegliche Verletzungen aufdecken soll. Sie besteht aus Körperlicher Untersuchung, Radiologischer Untersuchung, sowie (Fremd-)Anamnese. Bis zum Beginn des Secondary Survey sind alle akut lebensbedrohlichen Verletzungen erkannt und behoben, bzw. deren Behandlung ist in Vorbereitung. Keinesfalls darf der Secondary Survey lebensrettende Maßnahmen verzögern!

## Ausbildung
Die Ausbildung von ATLS findet in einem zweitägigen Kurs statt; in Deutschland ist die deutsche Gesellschaft für Unfallchirurgie, bzw. deren Bildungseinrichtung AUC zur Durchführung zertifiziert. Dazu findet eine theoretische Vorbereitung anhand eines Kurshandbuches und eines Online-Vorkurses statt, der Kurs selbst beinhaltete neben theoretischen Einheiten vor allem praktische Übungen. Nach einer schriftlichen und mündlich-praktischen Prüfung wird das Zertifikat ATLS-Provider, das aktuell vier Jahre gültig ist, vergeben.

## Bewertungen
Nutzen, strukturelle Qualität und die Übernahme des ATLS-Konzeptes nach Europa werden kontrovers diskutiert. Da die Notwendigkeit einer prioritätenorientierten, standardisierten Behandlung allgemein akzeptiert wird, sehen Befürworter des Konzeptes im ATLS ein geeignetes Mittel, Patienten effektiv zu behandeln. Durch die einfache und klare Struktur sei es international problemlos einsetzbar und verbessere die Versorgung schwer traumatisierter Patienten.
Schwächen werden bei der Methodik des Konzeptes gesehen. So beinhalte ATLS gemäß den Kriterien des deutschen Instruments zur methodischen Leitlinien-Bewertung (DELBI) Mängel in verschiedenen Bereichen: als ATLS-Lizenznehmer dürfen nur nationale unfallchirurgische Fachgesellschaften auftreten. Die Aktualisierung der Kursinhalte verlaufe zudem schleppend, eine Adaption an regionale Gegebenheiten werde vom ACS nur schwerlich gestattet. Kritik wird auch an den kommerziellen Aspekten geübt, da das ACS jährlich große Summen an Lizenzgebühren einnimmt, so dass eine redaktionelle Unabhängigkeit nicht gegeben sei.
Weiter werden verschiedene fachliche Aspekte des Konzeptes kritisiert, die nicht dem aktuellen Wissensstand entsprechen und als veraltet zu betrachten sind, etwa ein ungenügendes Atemwegsmanagement, die Beurteilung der Kreislaufsituation anhand obsoleter Parameter (vgl. Schock-Index) sowie ein unkritisches Einsetzen von Immobilisierungstechniken, aus dem verschiedene Nebenwirkungen resultieren können.
Einige der Mängel wurden im Laufe der Zeit behoben: Das ATLS-Handbuch ist inzwischen im freien Handel erhältlich, der Inhalt somit offen zugänglich. Die Zuammenarbeit mit anderen Fachdisziplinen wird seit Einführung der 10. Edition sowohl im Handbuch als auch im Kurs im Rahmen des Team-Approach gelehrt.
Die Übernahme des amerikanischen ATLS wird in Europa unterschiedlich bewertet. Während es in verschiedenen Ländern Bestandteil der ärztlichen Aus- und Weiterbildung ist, stehen andere dem Konzept eher ablehnend gegenüber. Nachdem Forderungen britischer Ärzte nach lokalen Adaptionen vom ACLS nicht nachgekommen worden war, wurde im Vereinigten Königreich die Entwicklung eines eigenen Konzeptes diskutiert. Aufgrund der diskutierten Schwächen von ATLS hat auf Initiative des European Resuscitation Council die Europäische Trauma-Arbeitsgruppe, die sich aus Vertretern verschiedener Fachgesellschaften zusammensetzt, ein europäisches interdisziplinäres Alternativkonzept, den europäischen Traumakurs (European Trauma Course) entwickelt.